# Алексеев, Василий Иванович
Васили́й Ива́нович Алексе́ев (7 января 1942[…], Покрово-Шишкино, Рязанская область — 25 ноября 2011[…], Мюнхен) — советский тяжелоатлет, заслуженный мастер спорта СССР (1970), заслуженный тренер СССР (1991), двукратный олимпийский чемпион (1972, 1976), девятикратный чемпион мира (1970—1979), восьмикратный чемпион Европы (1970—1975, 1977—1978), семикратный чемпион СССР (1970—1975 и 1977 - 1979).

## Биография
Василий Алексеев родился 7 января 1942 года в деревне Покрово-Шишкино (с 1965 года деревня вошла в состав поселка Милославское) Рязанской области. Отец Иван Иванович Алексеев и мать Евдокия Ивановна были коренными жителями соседнего села Дегтярка и лишь перед Великой Отечественной войной перебрались в Покрово-Шишкино. В 1953 году Алексеевы переехали в посёлок Рочегда Виноградовского района Архангельской области.
Василий начал заниматься спортом в 1960 году. В 1961 году он поступил в Архангельский лесотехнический институт. В 1961 году ему был присвоен первый спортивный разряд по волейболу, также Василий занимался и лёгкой атлетикой. Перейдя в тяжёлую атлетику в 1963 году, стал тренироваться под руководством тренера Семёна Милейко. В дальнейшем жил в Тюменской области и в городе Коряжма Архангельской области.
С 1966 года жил в городе Шахты Ростовской области, где в спортивной секции при шахте «Южная» уже в течение нескольких лет готовил чемпионов-тяжелоатлетов известный в прошлом спортсмен, олимпийский чемпион, заслуженный мастер спорта Рудольф Плюкфельдер. Алексеев начал тренироваться у него, но затем их пути разошлись.
Окончил Шахтинский филиал Новочеркасского политехнического института. Некоторое время продолжал заниматься самостоятельно, а затем его наставником стал старший тренер Центрального совета Всероссийского добровольного спортивного общества «Труд» Александр Васильевич Чужин.
В 1963 году Алексеев весил 83 кг, в 1966 году Алексеев имел вес около 100 кг, в 1970 году его вес составил уже 133 кг. Первый рекорд жима штанги - 210,5 кг — был установлен в Великих Луках 24 января 1970 г. 18 марта 1970 года Василий Алексеев установил рекорд в сумме троеборья — 600 кг. В июле 1971 года на финальных состязаниях 5-й Спартакиады народов СССР в один вечер он внёс семь поправок в таблицу мировых достижений. 14 февраля 1971 года установил в Париже 3 мировых рекорда - поднятие штанги в рывке весом в 177,5 кг, в жиме - 222,5 кг и в толчке - 230 кг. Чемпион СССР в 1970—75 и 1977 - 79 гг. 
На XX Олимпийских играх в Мюнхене в 1972 г. он установил новый олимпийский рекорд в сумме троеборья — 640 кг. За победу в Мюнхене Алексеев был удостоен ордена Ленина.
В 1970-х годах основал и возглавил спортивный клуб «600» для школьников.
После окончания выступления на «большой» арене Алексеев В. И. продолжает передавать свой опыт подрастающему поколению. В период с 1990 по 1992 он возглавлял сборную команду СССР, а затем СНГ по тяжелой атлетике. На XXV Олимпийских играх (1992) команда СНГ одержала победу в командном зачёте, выиграв 5 золотых, 4 серебряных и 3 бронзовых медали. За успехи в тренерской работе Василий Алексеев удостоен звания «Заслуженный тренер СССР».
В 1996 году в городе Шахты открыта спортивная школа олимпийского резерва № 15 имени В. И. Алексеева. В школе функционируют 7 отделений, свыше 900 спортсменов от 7 до 18 лет ежедневно занимаются в секциях тяжелой атлетики, пулевой стрельбы и лёгкой атлетики, велоспорта, настольного тенниса, греко-римской борьбы, тхэквондо. За большой вклад в развитие физической культуры и спорта в городе в 1996 году Василию Алексееву присвоено звание «почётный гражданин города Шахты». В 2011 году принимал участие в телевизионном спортивно-развлекательном проекте «Большие гонки» на «Первом канале», тренировал российскую сборную «СУПЕРТЯЖИ» (выпуск вышел в эфир 10 сентября 2011 года).

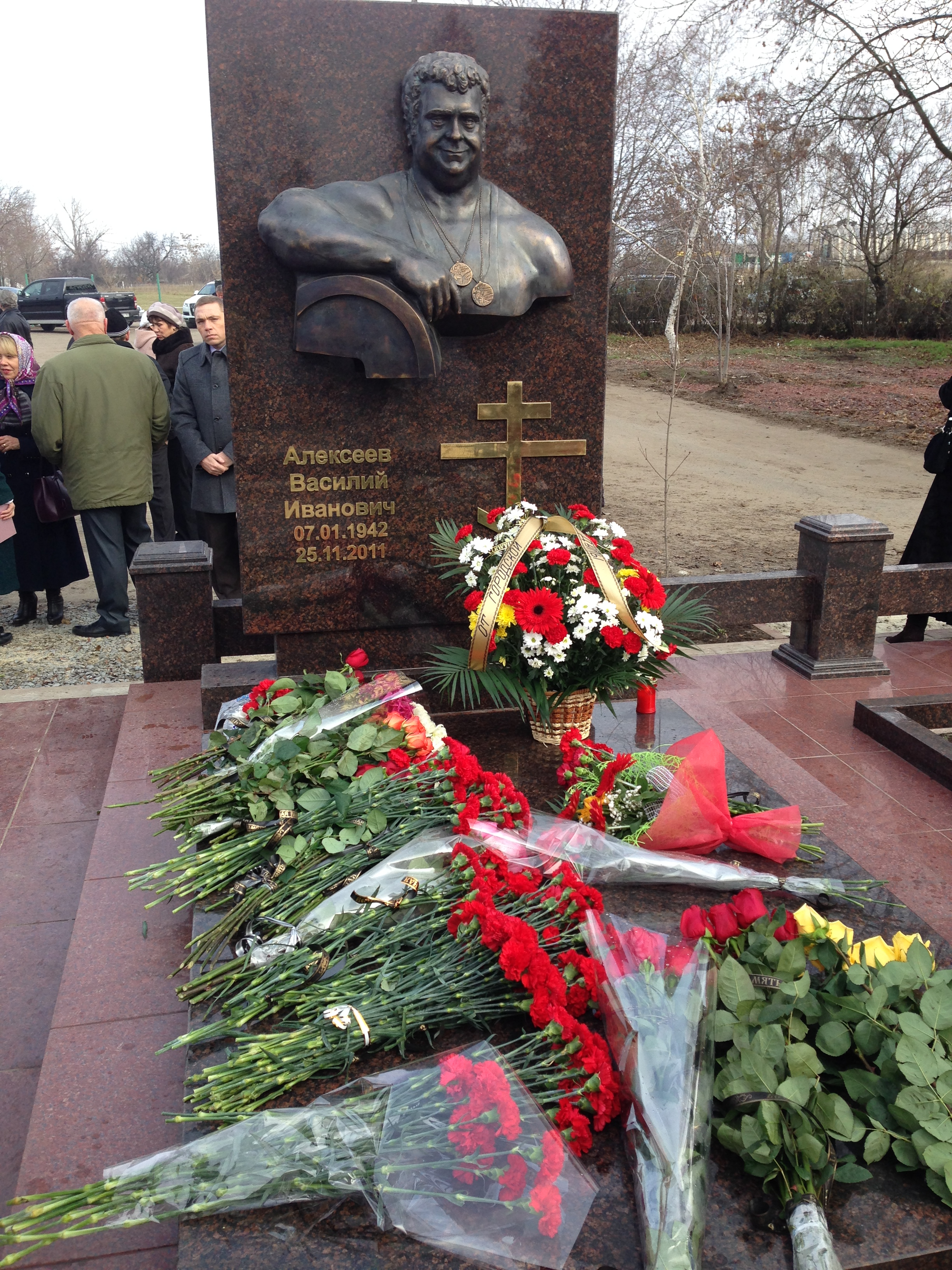
Памятник В. И. Алексееву на центральном кладбище города Шахты. 2013 год.

9 ноября 2011 года из-за проблем с сердцем отправлен на лечение в кардиологическую клинику Мюнхена, где 25 ноября 2011 года скончался. Был похоронен на центральном кладбище города Шахты.

### Соревнования
- Двукратный чемпион Олимпийских игр (1972, 1976)
- девятикратный чемпион мира (1970—1979)
- восьмикратный чемпион Европы (1970—1975, 1977—1978)
- семикратный чемпион СССР (1970—1976) во 2-м тяжёлом весе.

### Рекорды
- Установил 79 мировых рекордов, 81 рекорд СССР.
- Василий Алексеев является обладателем мирового рекорда по сумме трёх упражнений, который не может быть побит — 645 кг[6].

#### Мировые рекорды

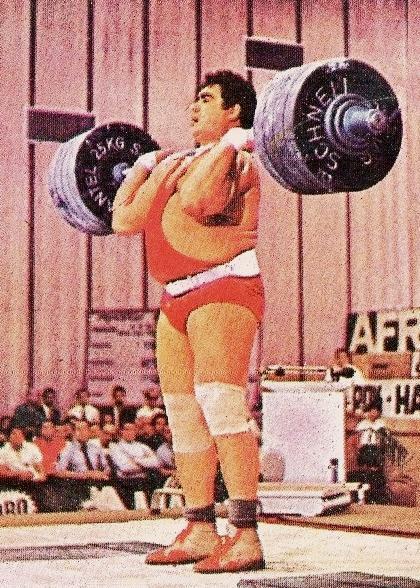

Рекорды установлены в супертяжёлом весе:
- 24.01.1970 — Жим 210,5 кг. Великие Луки.[7]
- 24.01.1970 — Толчок 221,5 кг. Великие Луки.
- 24.01.1970 — Сумма троеборья 592,5 кг. Великие Луки.
- 24.01.1970 — Сумма троеборья 595 кг. Великие Луки.
- 18.03.1970 — Жим 213 кг. Минск.
- 18.03.1970 — Сумма троеборья 600 кг. Минск.
- 26.04.1970 — Жим 216 кг. Вильнюс.
- 26.04.1970 — Толчок 223,5 кг. Вильнюс.
- 26.04.1970 — Сумма троеборья 602,5 кг. Вильнюс.
- 26.04.1970 — Сумма троеборья 607,5 кг. Вильнюс.
- 28.06.1970 — Жим 219,5 кг. Сомбатхей.
- 28.06.1970 — Толчок 225,5 кг. Сомбатхей.
- 28.06.1970 — Сумма троеборья 610 кг. Сомбатхей.
- 28.06.1970 — Сумма троеборья 612,5 кг. Сомбатхей.
- 20.09.1970 — Толчок 227,5 кг. Колумбус.
- 17.11.1970 — Жим 220,5 кг. Волгоград.
- 17.11.1970 — Толчок 228 кг. Волгоград.
- 04.12.1970 — Рывок 177 кг. Шахты.
- 04.12.1970 — Жим 221 кг. Шахты.
- 04.12.1970 — Толчок 228,5 кг. Шахты.
- 04.12.1970 — Сумма троеборья 615 кг. Шахты.
- 04.12.1970 — Сумма троеборья 620 кг. Шахты.
- 26.12.1970 — Жим 222 кг. Днепропетровск.
- 26.12.1970 — Толчок 229,5 кг. Днепропетровск.
- 26.12.1970 — Сумма троеборья 622,5 кг. Днепропетровск.
- 26.12.1970 — Сумма троеборья 625 кг. Днепропетровск.
- 14.02.1971 — Рывок 177,5 кг. Париж.
- 14.02.1971 — Жим 222,5 кг. Париж.
- 14.02.1971 — Толчок 230 кг. Париж.
- 26.03.1971 — Жим 223 кг. Вена.
- 07.04.1971 — Жим 223,5 кг. Москва.
- 18.04.1971 — Толчок 230,5 кг. Таганрог.
- 27.06.1971 — Жим 225 кг. София.
- 27.06.1971 — Толчок 231 кг. София.
- 27.06.1971 — Толчок 232,5 кг. София.
- 27.06.1971 — Сумма троеборья 627,5 кг. София.
- 27.06.1971 — Сумма троеборья 630 кг. София.
- 24.07.1971 — Рывок 180 кг. Москва.
- 24.07.1971 — Жим 225,5 кг. Москва.
- 24.07.1971 — Толчок 233 кг. Москва.
- 24.07.1971 — Толчок 235 кг. Москва.
- 24.07.1971 — Сумма троеборья 632,5 кг. Москва.
- 24.07.1971 — Сумма троеборья 637,5 кг. Москва.
- 24.07.1971 — Сумма троеборья 640 кг. Москва.
- 26.09.1971 — Жим 227 кг. Лима.
- 26.09.1971 — Жим 230 кг. Лима.
- 26.09.1971 — Толчок 235,5 кг. Лима.
- 19.03.1972 — Жим 231,5 кг. Больнес.
- 19.03.1972 — Жим 235,5 кг. Больнес.
- 15.04.1972 — Толчок 236 кг. Таллин.
- 15.04.1972 — Жим 236,5 кг. Таллин.
- 15.04.1972 — Толчок 237,5 кг. Таллин.
- 15.04.1972 — Сумма троеборья 642,5 кг. Таллин.
- 15.04.1972 — Сумма троеборья 645 кг. Таллин.
- 29.04.1973 — Толчок 238 кг. Донецк.
- 18.06.1973 — Толчок 240 кг. Мадрид.
- 18.06.1973 — Сумма двоеборья 417,5 кг. Мадрид.
- 03.11.1974 — Толчок 242 кг. Глазов.
- 20.03.1974 — Толчок 240,5 кг. Ереван.
- 28.04.1974 — Толчок 241 кг. Тбилиси.
- 28.04.1974 — Сумма двоеборья 420 кг. Тбилиси.
- 06.06.1974 — Рывок 187,5 кг. Верона.
- 06.06.1974 — Сумма двоеборья 422,5 кг. Верона.
- 29.09.1974 — Толчок 241,5 кг. Манила.
- 29.09.1974 — Сумма двоеборья 425 кг. Манила.
- 27.11.1974 — Толчок 242,5 кг. Лондон.
- 14.12.1974 — Толчок 243 кг. Запорожье
- 29.12.1974 — Толчок 243,5 кг. Липецк.
- 11.07.1975 — Толчок 245 кг. Вильнюс.
- 23.09.1975 — Сумма двоеборья 427,5 кг. Москва.
- 23.09.1975 — Толчок 245,5 кг. Москва.
- 11.11.1975 — Толчок 246 кг. Архангельск.
- 11.11.1975 — Сумма двоеборья 430 кг. Архангельск.
- 07.12.1975 — Толчок 247,5 кг. Монреаль.
- 15.05.1976 — Сумма двоеборья 435 кг. Караганда.
- 27.07.1976 —  Толчок 255 кг. Монреаль.
- 01.09.1977 — Толчок 255,5 кг. Подольск.
- 01.09.1977 — Сумма двоеборья 445 кг. Подольск.
- 01.11.1977 — Толчок 256 кг. Москва.

## Семья
Алексеев женился в возрасте 20 лет.
- Жена — Олимпиада Ивановна Алексеева, уроженка Егорьевска (Егорьевский район) Московской области. Вместе прожили 50 лет. Супруга сопровождала Василия Алексеева в поездках на соревнования в качестве массажиста, повара, психолога в одном лице.
  - Старший сын — Сергей (род. 1963); социолог[8], образование: высшее юридическое, высшее экономическое; доктор социологических наук, старший советник юстиции.
  - Младший сын — Дмитрий (род. 1965); образование: высшее юридическое; мастер спорта.
    - У Василия Алексеева 4 внука.

## Награды
- Орден Ленина (1972)
- Орден Трудового Красного Знамени (1971)
- Орден Дружбы народов (1976)
- Орден «Знак Почёта» (1970)
- Медаль «За доблестный труд. В ознаменование 100-летия со дня рождения Владимира Ильича Ленина» (1970)

## Память

Мемориальная доска в Ростове-на-Дону

- Именем Алексеева В. И. названа детско-юношеская спортивная школа № 15 города Шахты Ростовской области.
- Именем Алексеева В. И. назван самолёт Airbus A321-211 (бортовой номер VP-BDC) компании «Аэрофлот».[9]
- Именем Алексеева В. И. назван проспект в городе Шахты.
- В городе Ростове-на-Дону на областном Доме физической культуры (ул. Большая Садовая 127/74) ему установлена памятная доска.
- 25 декабря 2014 года состоялось открытие памятника Василию Алексееву в городе Шахты.
- 1 августа 2015 состоялось открытие бюста В. И. Алексеева в городе Армавир, Армения.
- 14 января 2017 года состоялось открытие монумента, на малой родине Василия Алексеева, в поселке Милославское.
- 2017 год был объявлен годом почётного жителя города Шахты — Василия Алексеева. Все спортивные мероприятия этого года в Шахтах проходили в честь его побед и рекордов, в знак благодарности от молодого поколения тяжелоатлетов.

### В филателии
- Изображён на почтовой марке Аджмана — Манама (ОАЭ) 1972 года.
- Изображён на почтовой марке Республики Гаити 1972 года.